# Believe (album)
Believe je 22. album pevke Cher (umetnica), ki je izšel leta 1998 pod studijsko hišo Warner Bros. Records.  Album je posvečen bivšemu možu Sonnyju, ki je istega leta umrl na smučanju. 
Album je leta 1999 je osvojil tri Grammyje in nagrado Album leta. Album se je takoj zavihtel na prva mesta na mednarodnih glasbenih lestvicah.

## Seznam pesmi
| Št.             | Naslov                                    | Pisec                                                                             | Producent                 | Dolžina |
| --------------- | ----------------------------------------- | --------------------------------------------------------------------------------- | ------------------------- | ------- |
| 1.              | „Believe‟                                 | Brian Higgins Stuart McLennen Paul Barry Steven Torch Matthew Gray Timothy Powell | Mark Taylor Brian Rawling | 3:59    |
| 2.              | „The Power‟                               | Tommy Simms Judson Spence                                                         | Junior Vasquez            | 3:56    |
| 3.              | „Runaway‟                                 | Taylor Barry                                                                      | Taylor Rawling            | 4:46    |
| 4.              | „All or Nothing‟                          | Taylor Barry                                                                      | Taylor Rawling            | 3:57    |
| 5.              | „Strong Enough‟                           | Taylor Barry                                                                      | Taylor Rawling            | 3:44    |
| 6.              | „Dov'è l'amore‟                           | Taylor Barry                                                                      | Taylor Rawling            | 4:18    |
| 7.              | „Takin' Back My Heart‟                    | Diane Warren                                                                      | Taylor Rawling            | 4:32    |
| 8.              | „Taxi Taxi‟                               | Todd Terry Mark Jordan                                                            | Terry                     | 5:04    |
| 9.              | „Love Is the Groove‟                      | Betsy Cook Bruce Woolley                                                          | Terry                     | 4:31    |
| 10.             | „We All Sleep Alone‟ (Todd Terry (remix)) | Desmond Child Jon Bon Jovi Richie Sambora                                         | Terry                     | 5:10    |
| Skupna dolžina: | Skupna dolžina:                           | Skupna dolžina:                                                                   | Skupna dolžina:           | 43:59   |